# مانويل كوينزياتو
مانويل كوينزياتو (بالإيطالية: Manuel Quinziato)‏ مواليد 30 أكتوبر 1979 في بولسانو، هو دراج إيطالي في صنف سباق الدراجات على الطريق.

## سجل النتائج

### سباقات أو مراحل فاز بها
- بطولة العالم لسباق الدراجات على الطريق

## الميداليات
| الميدالية | المسابقة                                    |
| --------- | ------------------------------------------- |
| فضية      | بطولة العالم لسباق الدراجات على الطريق 2012 |

## روابط خارجية
- مانويل كوينزياتو على موقع الاتحاد الدولي للدراجات (الإنجليزية)
- مانويل كوينزياتو على موقع أرشيف الدراجات (الإنجليزية)
- مانويل كوينزياتو على موقع إحصائيات الدراجات الإحترافية (الإنجليزية)
- مانويل كوينزياتو على موقع نسبة الدراجات (الإنجليزية)
- مانويل كوينزياتو على موقع CycleBase (الإنجليزية)
- مانويل كوينزياتو على موقع الاتحاد الدولي للدراجات (الإنجليزية)
- مانويل كوينزياتو على موقع أرشيف الدراجات (الإنجليزية)
- مانويل كوينزياتو على موقع إحصائيات الدراجات الإحترافية (الإنجليزية)
- مانويل كوينزياتو على موقع نسبة الدراجات (الإنجليزية)
- مانويل كوينزياتو على موقع CycleBase (الإنجليزية)